# Кей-Бар-Ранч (Техас)
Кей-Бар-Ранч (англ. K-Bar Ranch) — переписна місцевість (CDP) в США, в окрузі Джим-Веллс штату Техас. Населення — 375 осіб (2020).

## Географія
Кей-Бар-Ранч розташований за координатами 27°59′34″ пн. ш. 97°55′36″ зх. д. / 27.99278° пн. ш. 97.92667° зх. д. (27.992807, -97.926729).  За даними Бюро перепису населення США в 2010 році переписна місцевість мала площу 8,72 км², уся площа — суходіл.

## Демографія
Згідно з переписом 2010 року, у переписній місцевості мешкало 358 осіб у 107 домогосподарствах у складі 88 родин. Густота населення становила 41 особа/км².  Було 129 помешкань (15/км²).
Расовий склад населення:
| - 77,9 % — білих - 0,8 % — азіатів - 0,6 % — корінних американців - 16,2 % — осіб інших рас |

До двох чи більше рас належало 4,5 %. Частка іспаномовних становила 71,5 % від усіх жителів.
За віковим діапазоном населення розподілялося таким чином: 31,3 % — особи молодші 18 років, 60,3 % — особи у віці 18—64 років, 8,4 % — особи у віці 65 років та старші. Медіана віку мешканця становила 31,6 року. На 100 осіб жіночої статі у переписній місцевості припадало 110,6 чоловіків;  на 100 жінок у віці від 18 років та старших — 113,9 чоловіків також старших 18 років.
Середній дохід на одне домашнє господарство  становив 56 751 долар США (медіана — 64 638), а середній дохід на одну сім'ю — 66 973 долари (медіана — 70 616). За межею бідності перебувало 6,3 % осіб, у тому числі 0,0 % дітей у віці до 18 років та 68,1 % осіб у віці 65 років та старших.
Цивільне працевлаштоване населення становило 392 особи. Основні галузі зайнятості: освіта, охорона здоров'я та соціальна допомога — 35,5 %, роздрібна торгівля — 23,7 %, мистецтво, розваги та відпочинок — 14,5 %, оптова торгівля — 11,0 %.